# 니컬러스 곤잘러스
니컬러스 곤잘러스(Nicholas Gonzalez, 1976년 1월 3일 ~ )는 미국의 배우이다.

## 출연 작품
- 프레이 포 레인  (2017)
- 스타 (2017)
- 루시퍼 (2016)
- 더 퍼지: 거리의 반란 (2014)
- Christmas Belle (2013)
- 워터 앤 파워 (2013)
- 레프트 투 다이 (2012)
- 위 해브 유어 허즈밴드 (2011)
- 정글 (2011)
- S.W.A.T.: 파이어 파이트 (2011)
- 다운 포 라이프 (2009)
- 폴링 어웨이크 (2009)
- 멘탈 (2009)
- 보히카 (2008)
- 라커웨이 (2007)
- 에너미 라인스 2 - 악의 축 (2006)
- 씨 오브 드림스 (2005)
- 클로즈 투 홈 (2005)
- 더러운경찰 (2005)
- 베니스 언더그라운드 (2005)
- 아나콘다 2 - 사라지지 않는 저주 (2004)
- 스펀 (2002)
- 범죄의 향기 (2001)

### 텔레비전
- 오씨 (2004-05)
- 성범죄수사대: SVU (2004-05)
- 그레이 아나토미 (2007)
- 굿 닥터 (2017-20)